# Mount Carmel (Floride)
Pour les articles homonymes, voir Mount Carmel.
Mount Carmel est une census-designated place du comté de Santa Rosa, dans l'État de Floride, aux États-Unis,. En 2020, elle compte une population de 243 habitants.